# Oświęcim
Oświęcim (tysk navn: Auschwitz, tjekkisk Osvětim) er en by 50 km. vest for Kraków i det sydlige Polen, som ligger ved floden Soła, en biflod til Wisła. Den har (per 2019) 38.120 indbyggere og ligger i Lillepolske voivodskap.

## Historie
Byen er kendt siden 1179 og fik sine by-rettigheder  i 1272. I løbet af historien boede tyskere og polakker fredeligt sammen i byen. Hertugdømmerne Auschwitz og Zator, som lå i det vestlige Galicien, kom i 1327 under hertug Johann af Auschwitz i et vasalforhold til Kongeriget Bøhmen.
Senere kom området under hertugerne af Cieszyn og Grossglogau. I 1300-tallet faldt folketallet, fordi indbyggerne slog sig ned andre steder. Specielt tabte tyskernes interessen for området, og i 1457 købte kong Kasimir IV af Polen rettighederne til stedet og indlemmede det i vojvodskabet Kraków. 
I 1655 blev byen hærget og ødelagt af svenske tropper, og i den følgende tid blev stedet reduceret til en betydningsløs landsby. Fra 1773 var byen en del af Østrig, og kejseren af Østrig førte også titlen hertug af Auschwitz. Byen lå i nærheden af grænsen til Preussen og Rusland. 
I 1818 blev byen med Østrig et tysk forbundsområde. Under Den preussisk-østrigske krig angreb preusserne den østrigske by den 27. juni 1866, men angrebet blev slået tilbage. Fra 1867 hørte byen til det nye dobbeltmonarki Østrig-Ungarn. 1916 oprettede byen en baraklejr for tyske vandrearbejdere, der fra 1940 blev benyttet som koncentrationslejr. 
Efter første verdenskrig blev byen og landkredsen en del af Anden polske republik. 1921 havde Oświęcim 12.200 polske indbyggere, hvoraf 3000 tilhørte den jødiske religion. Den 1. April 1932 blev powiat Oświęcim opløst, hvorved en del kom tilbage til poviat Wadowicem, resten kom under poviat Biała.
Under anden verdenskrig, da byen blev okkuperet af Tyskland. Det var det tyske SS-korps, som i 1940 besluttede at oprette koncentrationslejren Auschwitz. Hovedlejren – også kaldet Auschwitz-I – blev indrettet i en tidligere kaserne, som havde huset polske soldater. Nu blev den fangelejr for primært politiske fanger. De første fanger, der ankom til Auschwitz-I den 14. juni 1940, var polske politiske fanger. Lejren blev udvidet med udryddelseslejren Auschwitz-II (Auschwitz-Birkenau) og Auschwitz-III (Auschwitz-Monowitz). Dertil kom omkring 40 "underlejre" i forbindelse med industrien i området og fangerne, der som slavearbejdere blev udlejet til de omkringliggende tyske fabrikker. 
Auschwitz II – Birkenau blev indrettet i 1942 på et fladt, sumpet område ca. 2 km fra hoved-lejren. Det fik et stort antal fangebarakker. Efter et forsøg med gasning af fanger i Auschwitz blev Birkenau nazisternes største og mest effektive udryddelsesmaskineri i form af gaskamre og krematorier. Fra foråret 1944 blev de jernbanespor, som førte jøder fra hele Europa til området, ført direkte ind i Birkenau-lejren, så de mange mennesker effektivt og hurtigt kunne føres til gaskamrene. Birkenau fungerede både som udryddelseslejr og arbejdslejr, med op mod 120.000 fanger ad gangen. 
Den 27. januar 1945 befriede den russiske Røde Hær Auschwitz og de 7.650 fanger, som endnu var i live. Auschwitz-museet og andre anslår det til ca. 1,1 million: 1 million jøder, 70-75.000 ikke-jødiske polakker, 21.000 sigøjnere, 15.000 sovjetiske krigsfanger og 10-15.000 fra andre lande. Auschwitz-museets samlinger indeholder blandt andet omkring 110.000 sko og 3.800 kufferter; de 2.100 med ejerens navn skrevet på.

## Demografi
| Årstal | Antal |
| ------ | ----- |
| 2006   | 40979 |
| 2007   | 40520 |
| 2016   | 39057 |
| 2019   | 38120 |